# Cocculus linnaeanus
Cocculus linnaeanus är en tvåhjärtbladig växtart som beskrevs av Wilhelm Sulpiz Kurz. Cocculus linnaeanus ingår i släktet Cocculus och familjen Menispermaceae. Inga underarter finns listade i Catalogue of Life.